# 1596년
1596년은 월요일로 시작하는 윤년이다.

## 연호
- 명(明) 만력(萬曆) 24년
- 일본(日本) 분로쿠(文禄) 5년 / 게이초(慶長) 원년
- 후 레 왕조(後黎朝) 꽝흥(光興) 19년
- 막 왕조(莫朝) 끼엔통(乾統) 4년

## 기년
- 류큐(琉球) 쇼네이왕(尚寧王) 8년
- 명(明) 신종 만력제(神宗 萬曆帝) 24년
- 조선(朝鮮) 선조(宣祖) 29년
- 후 레 왕조(後黎朝) 세종(世宗) 24년

## 사건
- 유럽 일부 지역에 흑사병 발생
- 7월 30일 - 이몽학의 난 발발.

## 탄생
- 1월 10일 - 조선의 문신, 성리학자, 작가 미수 허목. (~1682년)
- 3월 31일 - 프랑스의 철학자이자 수학자 르네 데카르트. (~1650년)

## 사망
- 1월 28일 - 영국의 군인, 탐험가 프랜시스 드레이크.
- 8월 21일 - 조선의 의병장 김덕령.